# Manfred Manglitz
Manfred Manglitz (Colonia, 8 marzo 1940) è un ex calciatore tedesco, di ruolo portiere.